# Okręty
Okręty lub statki (ang. Battleship) – gra strategiczno-planszowa dla dwóch osób. Wynaleziona przez Clifforda Von Vicklera na początku XX wieku, a opatentowana przez Milton Bradley Company w 1943 roku. W polskiej literaturze można się też spotkać z nazwą: wojna morska lub bitwa morska.

## Zasady gry
Gra może się toczyć zarówno na kartce, jak i specjalnej planszy. Każdy z graczy posiada po dwie plansze o wielkości, zazwyczaj, 10x10 pól. Pola oznaczone są poprzez współrzędne literami od A do J i liczbami 1 do 10. Na jednym z kwadratów gracz zaznacza swoje statki, których położenie będzie odgadywał przeciwnik. Na drugim zaznacza trafione statki przeciwnika i oddane przez siebie strzały. Statki ustawiane są w pionie lub poziomie, w taki sposób, aby nie stykały się one ze sobą ani bokami, ani rogami. Okręty są różnej wielkości i zazwyczaj więcej jest jednostek o mniejszej wielkości, np. gracze mogą posiadać po jednym czteromasztowcu wielkości czterech kratek, dwóch trójmasztowcach wielkości trzech kratek, trzech dwumasztowcach o wielkości dwóch kratek i po czterech jednomasztowcach.
Trafienie okrętu przeciwnika polega na strzale, który jest odgadnięciem położenia jakiegoś statku. Strzały oddawane są naprzemiennie, poprzez podanie współrzędnych pola (np. B5). W przypadku strzału trafionego, gracz kontynuuje strzelanie (czyli swój ruch) aż do momentu chybienia. Gdy wszystkie pola zajęte przez dany statek zostaną trafione, statek uznany jest za zatopiony. O chybieniu gracz informuje przeciwnika słowem „pudło”, o trafieniu „trafiony” lub „(trafiony) zatopiony”.
Wygrywa ten, kto pierwszy zatopi wszystkie statki przeciwnika.

## Warianty

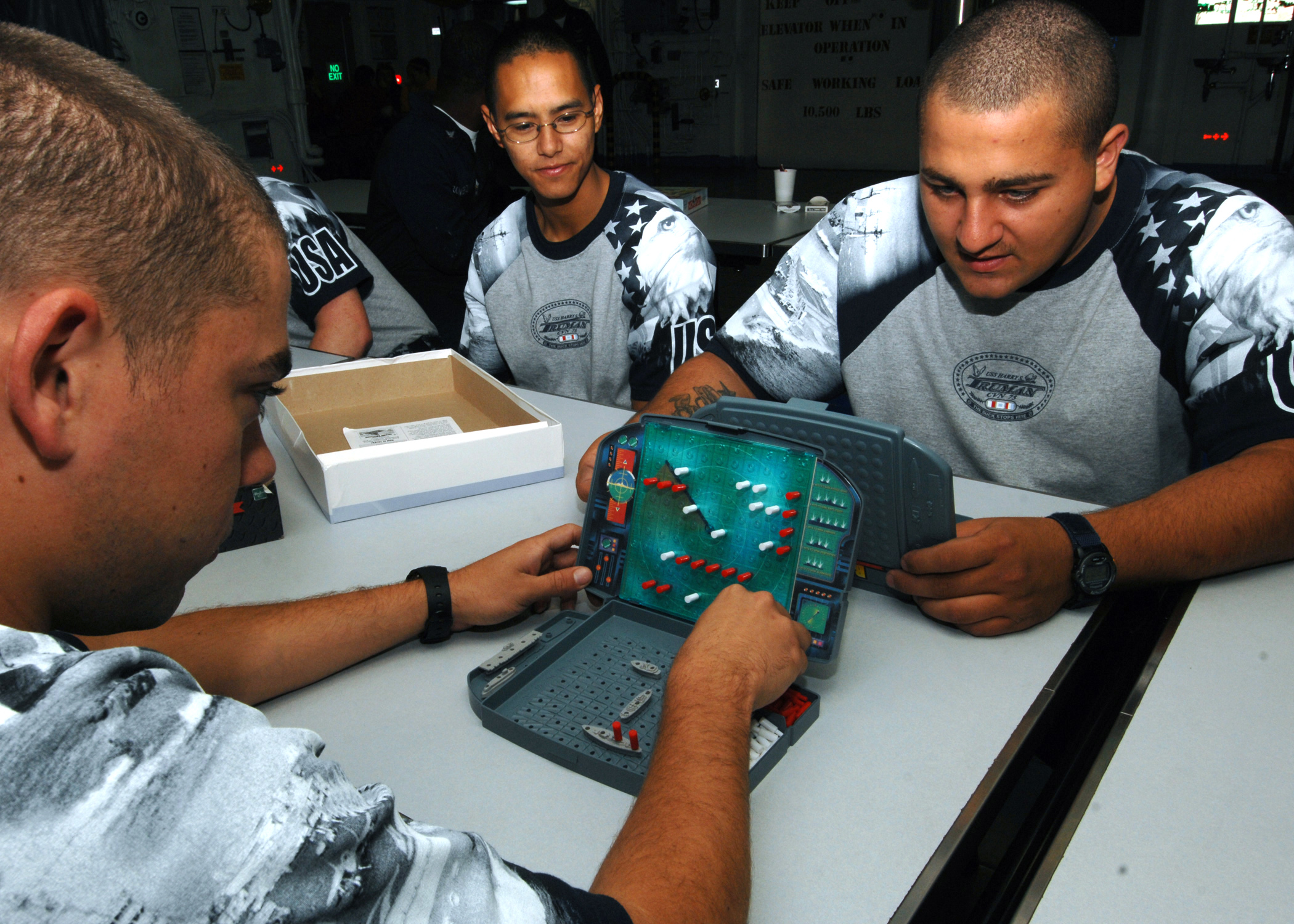
W trakcie gry (grafika przedstawia współczesne plansze do gry)

### Salvo
W wariancie o nazwie „Salvo” gracz strzela nie do jednego pola, lecz dowolnie wybranych kilku pól naraz (np. A2, B3, C4). Gracz strzela do tylu pól, ile sam aktualnie posiada statków. Gracz ostrzelany melduje tylko „pudło”, „jedno trafienie”, „dwa trafienia”, „trzy trafienia” – nie mówiąc, jaka jednostka została trafiona i gdzie.

### Wojna morska rozbudowana
Gra odbywa się ze zwiększonym kompletem jednostek o innym kształcie na zwiększonej planszy (np. 22 × 14), podzielonej umownie na rejony „morski” i „lądowy”. Niektóre jednostki mogą zostać umieszczone tylko na lądzie, inne tylko na morzu; jeden rodzaj jednostki (samoloty w kształcie litery T) na obu rejonach. Wszystkie jednostki w rozbudowanej wojnie morskiej mogą być umieszczone na polu walki w dowolnym położeniu, także „odwrócone na drugą stronę”. Pozostałe zasady gry nie ulegają zmianie.